# Stade Varteks
 (juin 2016).
Si vous disposez d'ouvrages ou d'articles de référence ou si vous connaissez des sites web de qualité traitant du thème abordé ici, merci de compléter l'article en donnant les références utiles à sa vérifiabilité et en les liant à la section « Notes et références ».
Le Stade Varteks, construit en 1931, se situe à Varaždin en Croatie. Il a une capacité de 10 800 places. C'est ici que le NK Varaždin joue et s'entraîne.